# フレッド・ゼイリンガ
フレッド・ゼイリンガ（Fred Zelinga 、1992年12月11日 - ）は、ユナイテッド・ラグビー・チャンピオンシップシャークスに所属するラグビーユニオン選手。

## プロフィール
- 南アフリカブルームフォンテーン出身。
- ポジションはスタンドオフ(SO)。
- 身長 175cm、体重 82kg
- ニックネームはFred。
- 南アフリカA代表に選ばれたことがある[1]。

## 略歴
グレンウッド高校、シャークス、チーターズを経て、2018年、キヤノンイーグルス(現・横浜キヤノンイーグルス)に加入。同年8月31日に行われたジャパンラグビートップリーグ第1節の東芝ブレイブルーパス戦にて先発出場で日本での公式戦初出場を果たす。
2020年、キヤノンイーグルスを退団後、ゴールデン・ライオンズ・ライオンズを経て、2022年、シャークスに復帰。